# Tilly Fleischer
Ottilie ("Tilly") Fleischer (Fráncfort del Meno; 2 de octubre de 1911-Lahr; 14 de julio de 2005) fue una atleta alemana, especializada en los lanzamientos. Practicó el lanzamiento de jabalina, el de peso y el de disco. 
Compitió para Alemania en dos Juegos Olímpicos, en los celebrados en Los Ángeles en 1932 consiguió una tercera posición que le proporcionó una medalla de bronce, además de un cuarto puesto en el lanzamiento de disco. Cuatro años después, en los Juegos Olímpicos de 1936 celebrados en Berlín, en su país, consiguió ser campeona olímpica por delante de su compatriota Luise Kruger.
Consiguió superar la plusmarca mundial de lanzamiento de peso en dos ocasiones en 1929 y 1930 pero aún no estaba en el programa olímpico y no puedo ganar ninguna medalla en esta prueba.

## Primeros años
Su padre era carnicero. A una edad temprana se interesó por el deporte, inicialmente se dedicó a la gimnasia, pero cuando era adolescente cambió al atletismo. Se entrenó en diversas pruebas, como pentatlón, jabalina, disco y lanzamiento de peso.

## Carrera
Fleischer cruzó el Océano Atlántico a bordo del SS Europa con los demás miembros del equipo alemán y luego atravesó Estados Unidos en tren hasta Los Ángeles para competir en los Juegos Olímpicos de Verano de 1932[1]. En los Juegos de 1932, acudió como una de las favoritas para la medalla de oro en jabalina femenina junto con Ellen Braumüller. En la competición, terminó tercera, mientras que Braumüller se hizo con la medalla de plata. La estadounidense Babe Zaharias ganó la medalla de oro. También compitió en el relevo femenino de 4 x 100 metros con sus compañeras de equipo Grete Heublein, Marie Dollinger y Braumüller. El equipo quedó en sexta y última posición de los equipos que participaron en la carrera. También terminó cuarta en lanzamiento de disco femenino, justo fuera de los puestos de medalla.
Mientras competía en los Juegos Olímpicos de 1936, batió el récord olímpico de lanzamiento de jabalina femenino dos veces durante las rondas de la competición. Lanzó una jabalina de 148 pies, 2 25/32 pulgadas, batiendo al anterior poseedor del récord por más de cinco pulgadas. Al hacerlo, se convirtió en la primera mujer alemana en ganar una medalla de oro en un evento olímpico. A diferencia de los Juegos de 1932, la prueba de jabalina fue la única competición en la que participó en los Juegos de 1936.
Tras ganar la prueba de jabalina, Fleischer fue llevada, junto con los otros dos medallistas, a conocer a Adolf Hitler. Fue felicitada por el líder alemán y por Hermann Göring, y posó para las fotografías. Más tarde, Hitler fue advertido por los funcionarios olímpicos de que los jefes de Estado no estaban autorizados a llevar a cabo este tipo de felicitaciones, que fue lo que en 1984 Willi Daume afirmó que había impedido a Hitler felicitar al medallista de oro Jesse Owens, dando lugar a la historia de que el líder nazi se negó a estrecharle la mano.
Tras retirarse del atletismo, Fleischer se dedicó al balonmano y jugó en el club de balonmano Eintracht de Fráncfort, con el que ganó el campeonato alemán en 1943.
| Predecesor: Babe Zaharias | Campeona olímpica de lanzamiento de jabalina Berlín 1936 | Sucesor: Herma Bauma |